# Esobiologia

Gli acidi nucleici potrebbero non essere le uniche biomolecole nell'universo in grado di codificare i processi vitali.

L'esobiologia è un campo prevalentemente speculativo della biologia che considera l'esistenza della vita extraterrestre. Necessariamente include anche il concetto di vita sintetica, poiché qualunque forma di vita dotata della capacità di evolversi naturalmente in modo concepibile potrebbe essere creata altrove in laboratorio usando una tecnologia futuribile. Include anche l'ipotesi di un'origine della vita sulla Terra tramite panspermia, teorizzata dal genetista premio Nobel Francis Crick e dall'astronomo Fred Hoyle. Il genetista Eugene Koonin ritiene che l'origine della vita sulla sola Terra sia così improbabile da ipotizzare che essa si debba essere manifestata su svariati infiniti universi.
Il termine deriva dall'unione della parola greca eso ("esterno") con il sostantivo biologia, ad indicare per l'appunto la specializzazione di questa branca scientifica verso forme di vita esterne alla Terra, diverse da quelle conosciute. Un sinonimo di esobiologia usato in passato è xenobiologia, sebbene quest'ultimo è un termine ora utilizzato in senso più specifico per indicare una "biologia basata su una chimica diversa", indipendentemente se di origine terrestre od extraterrestre. Poiché processi vitali basati su biochimiche alternative sono stati creati in laboratorio, la xenobiologia è considerata attualmente una scienza a pieno diritto.

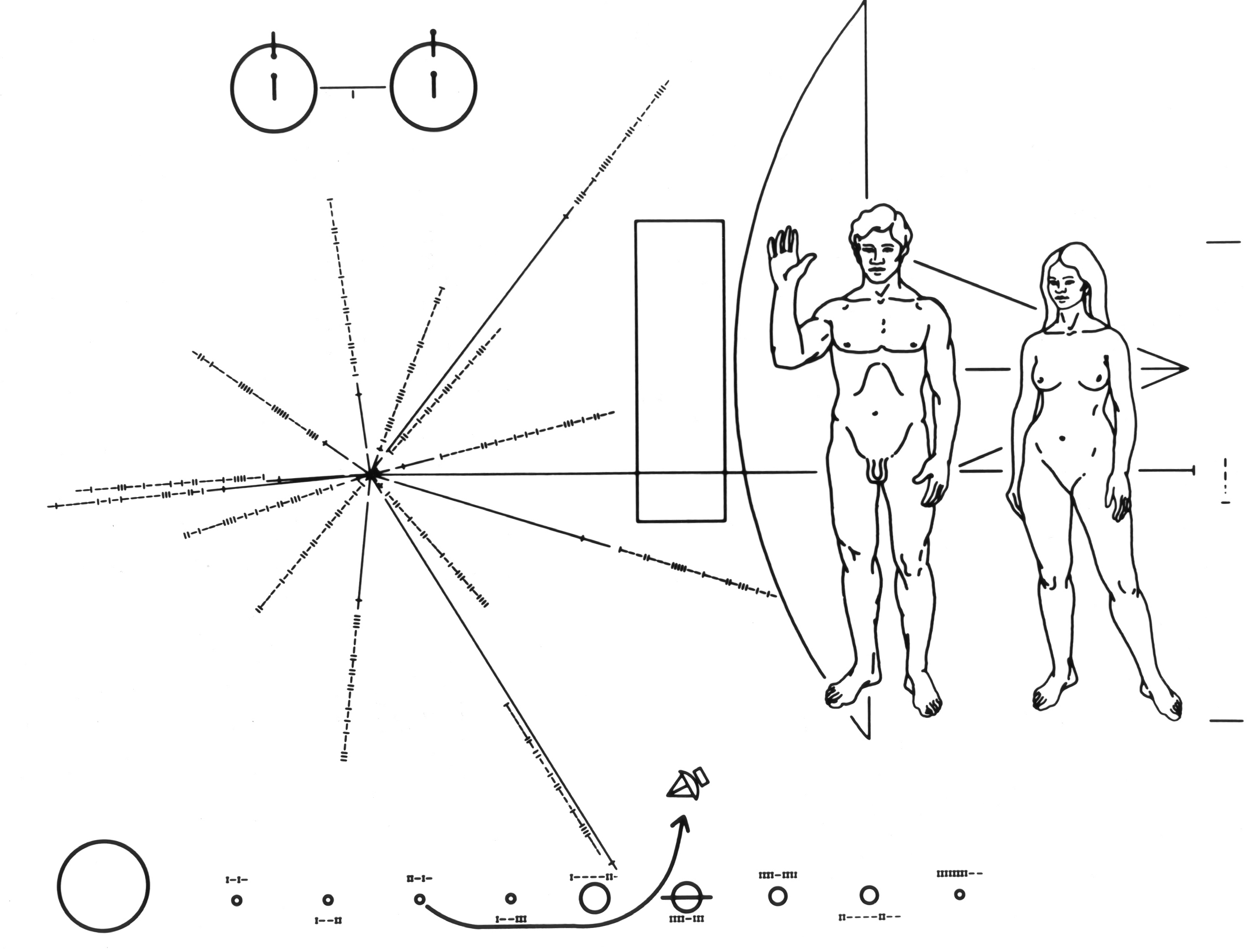
Simboli inseriti nella sonda Pioneer 10, con indicazioni sul nostro pianeta nel caso la sonda venga intercettata da una civiltà extraterrestre.

## Origine e sviluppi
Il termine fu coniato solo negli anni cinquanta dello scorso secolo dal biologo statunitense Joshua Lederberg in preparazione allo sbarco dell'uomo sulla Luna, ma in realtà l'astrobiologia era stata introdotta già da Alfred R. Wallace, agli inizi del Novecento, con il suo Man's place in the universe. Secondo Lederberg infatti, eventuali batteri extraterrestri presenti sul nostro satellite avrebbero potuto contaminare la Terra al ritorno degli astronauti.
Sebbene quello dell'esobiologia sia attualmente un campo speculativo, l'assenza di vita nel resto dell'universo è un'ipotesi falsificabile (nonostante debba ancora essere provata falsa); quindi, secondo il falsificazionismo di Popper, appare un campo valido di esplorazione scientifica.
Parallelamente, le simulazioni al computer di processi di vita fondamentali hanno reso possibile l'esplorazione di forme di vita alternative (come il DNA levogiro o la vita basata sul silicio invece che sul carbonio), al fine di determinare quali potrebbero essere le loro caratteristiche.

### L'equazione di Drake
La ricerca di vita extraterrestre è ovviamente di grande interesse per gli esobiologi.
Alcuni sostengono che il numero di pianeti con vita intelligente extraterrestre possa essere valutato dall'equazione di Drake, se e quando i valori delle sue variabili potranno essere determinati. Il radioastronomo statunitense Frank Drake sviluppò un'equazione in cui il numero di civiltà extraterrestri è in funzione del prodotto di una serie di fattori. Tuttavia le incertezze nei termini dell'equazione rendono impossibile predire se la vita è rara o comune. Il problema, infatti, sta proprio nella assoluta mancanza di valori di riferimento per alcune delle variabili coinvolte (ad esempio, la percentuale di pianeti della Galassia in cui si evolvono forme di vita). Siccome, in pratica, le probabilità vengono determinate sulla base delle proporzioni osservate, alcuni dei fattori dell'equazione sono indefiniti, rendendo indefinito il risultato.

Come afferma lo scienziato della NASA Christopher McKay:
Tuttavia, finché non verranno osservate forme di vita extraterrestre, non sarà possibile stabilire se la vita sulla Terra sia il frutto di un miracolo unico e mai più ripetuto (statisticamente un caso aberrante), oppure il risultato di un processo tutto sommato abbastanza comune nell'universo.

### Forme di vita extraterrestre
Un altro soggetto associato all'esobiologia è il paradosso di Fermi, il quale suggerisce che se la vita intelligente fosse comune nell'universo ci dovrebbero essere ovvi segni di essa.
Fino al 2025 non c'è stata alcuna evidenza a sostegno dell'esistenza di forme di vita intelligenti extraterrestri, quantunque se ne sia iniziata la ricerca fin dagli anni sessanta con il progetto di radioascolto astronomico SETI.

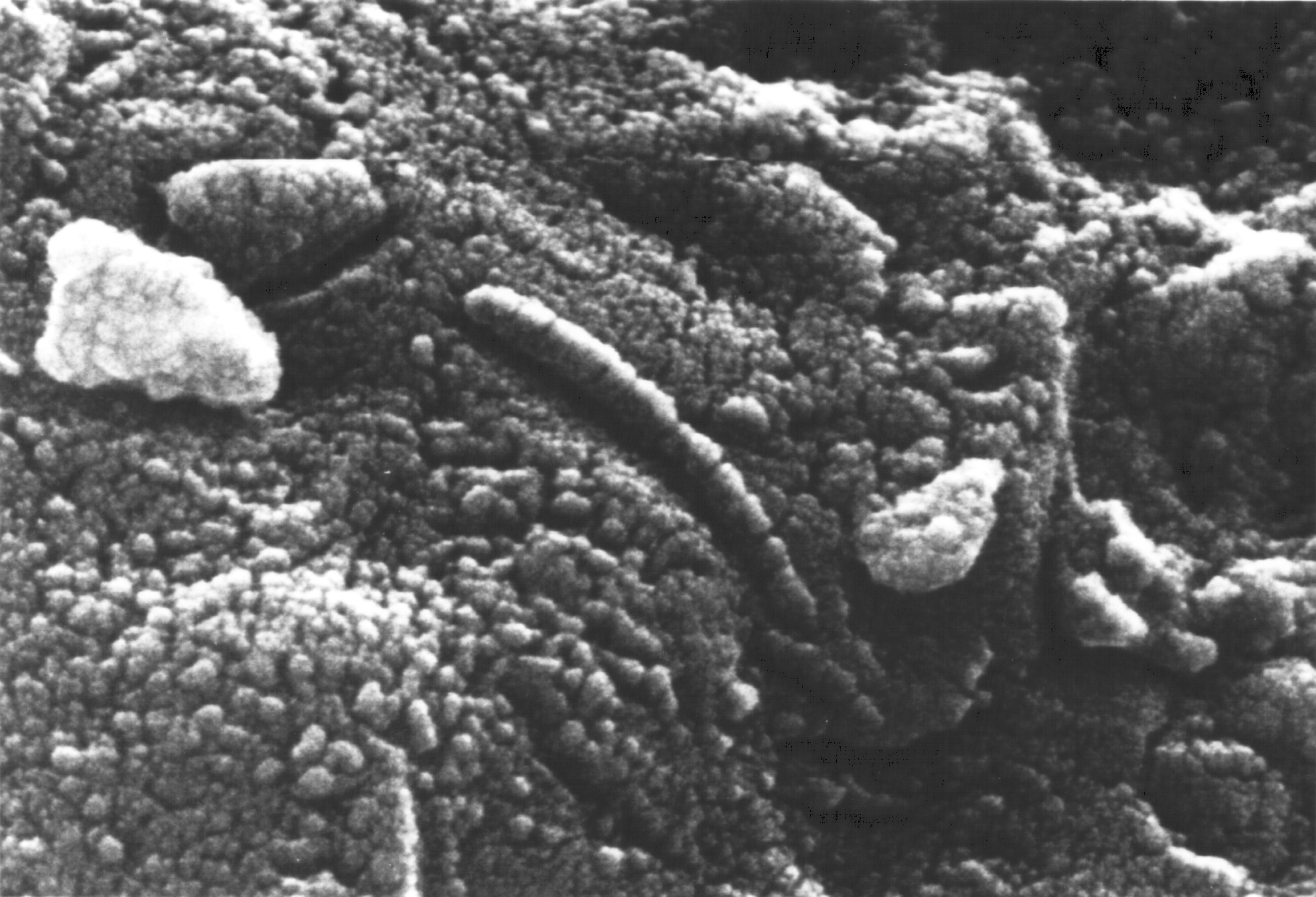
Possibili microfossili di batteri rinvenuti in un meteorite di origine marziana.

Una prova a sostegno dell'esistenza di forme di vita extraterrestre di tipo elementare potrebbe venire dall'esame di meteoriti cadute in Antartide, che si presume provengano dal pianeta Marte.
Don Bogard, uno scienziato della NASA, esaminò alcuni granuli di cristallo presenti nelle meteoriti, scoprendo che il gas in essi contenuto aveva una composizione identica a quella rilevata su Marte dai lander Viking alla metà degli anni settanta. Questa era una prova diretta e inconfutabile che quelle rocce erano di origine marziana e al contempo forniva anche un metodo per stabilire sperimentalmente quando un meteorite era stato, precedentemente, una roccia di Marte.
Nel 1997, un gruppo di scienziati della NASA sostenne di avere scoperto, in alcune meteoriti provenienti da Marte, microfossili di batteri extraterrestri. Questa potrebbe essere la prova che la vita si è sviluppata almeno in un altro posto, oltre alla Terra.
Come è possibile che tali batteri si siano sviluppati sulla superficie di un mondo freddo e desertico come Marte?

Per rispondere a questa domanda, bisogna considerare che, alcuni miliardi di anni fa (età noachiana), il pianeta rosso si presentava in modo molto diverso dall'attuale. Durante l'esplorazione di Marte con la missione Mars Exploration Rover è stata rintracciata l'ematite, un minerale che si forma solamente in presenza di acqua, e inoltre si sono osservate zone sedimentarie che soltanto un liquido può aver formato. Il rover Opportunity ha ottenuto riscontri che, in un antico passato, l'acqua esisteva allo stato fluido sulla superficie di Marte, mentre le sonde Viking, in orbita negli anni settanta, rilevarono una serie di strutture geologiche, sulla superficie del pianeta, legate alla presenza di antichi fiumi e oceani. Gli indizi della presenza di acqua allo stato liquido costituiscono una prova che Marte, molto tempo fa, abbia potuto ospitare un ambiente adatto alla vita.
Tuttavia l'interpretazione dei microfossili nelle meteoriti provenienti da Marte resta dibattuta: il campione potrebbe essere stato contaminato dall'interazione con l'atmosfera o con la superficie terrestre. Una conclusione certa, riguardo a questo problema, non è stata ancora raggiunta.
Il centro AMES della NASA, avendo considerato che le attuali tecnologie sono potenzialmente in grado di rilevare la vita extraterrestre ha fondato un centro di coordinamento che possa indirizzare e collaborare con le future missioni spaziali al fine di studiare le possibilità della vita passata o presente negli oceani delle lune esterne ghiacciate del sistema solare.

### Forme di vita terrestre nello spazio

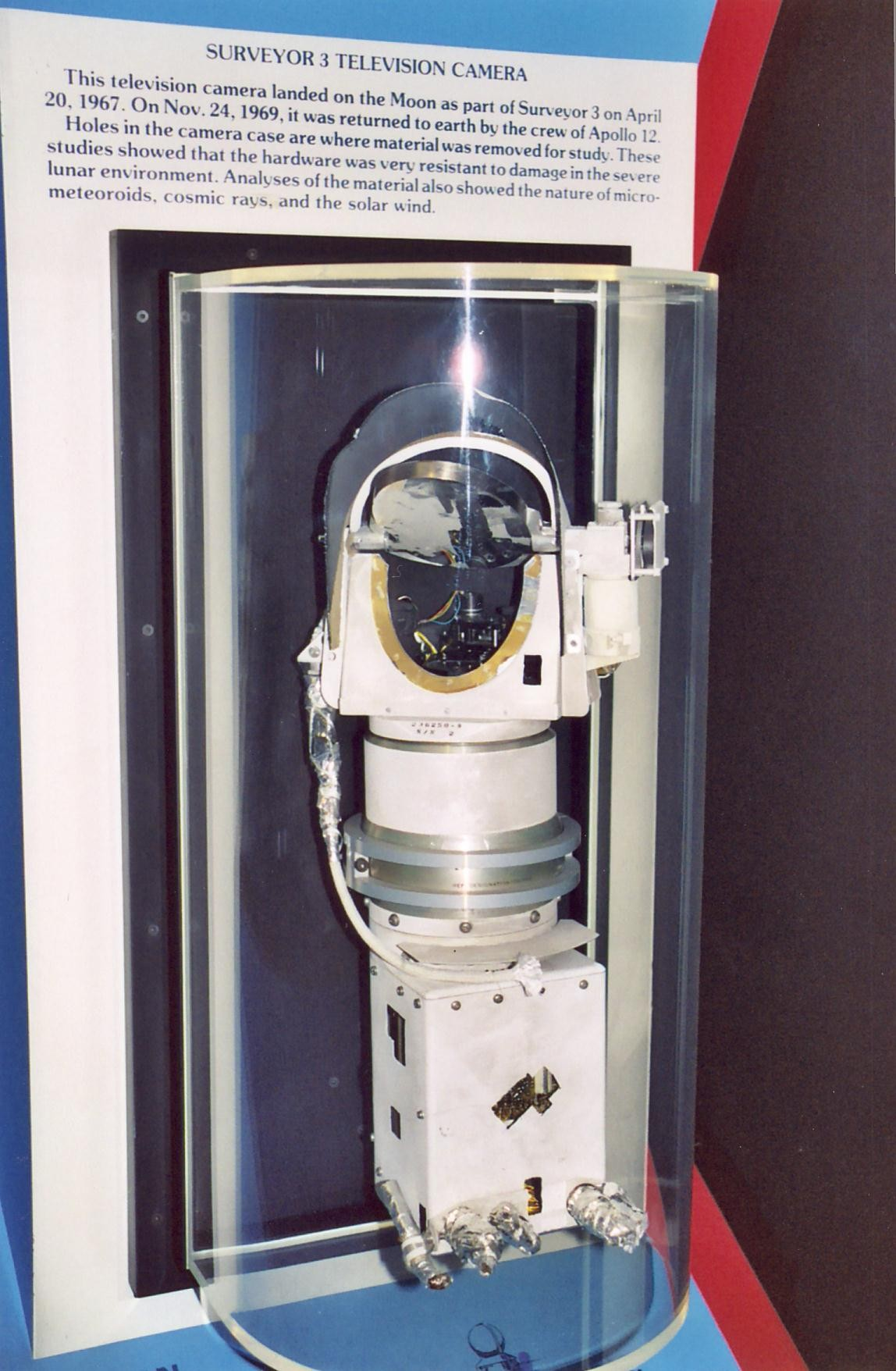
La telecamera del Surveyor 3 al National Air and Space Museum

In ogni caso, l'originaria ipotesi di Lederberg riguardante la possibilità che batteri trasportati da un mondo a un altro potessero sopravvivere, ha ricevuto, indirettamente, almeno una conferma parziale.

#### Streptococco
Nel contesto della missione Apollo 12 del 1969, l'astronauta Pete Conrad, aveva, fra gli altri, il compito di riportare sulla Terra pezzi del Surveyor 3, una sonda automatica atterrata sulla Luna nel 1967. Questo modulo - un lander - era rimasto esposto al freddo e al vuoto dello spazio (la Luna non ha quasi atmosfera) per ben 33 mesi, con oscillazioni termiche dell'ordine di 500 gradi, da circa -250° a +250° Celsius (rispettivamente quando la sonda era immersa nella notte lunare o, viceversa, esposta alla luce diretta del Sole).
La missione era finalizzata a verificare quale fosse stato l'effetto, sugli strumenti, dell'esposizione prolungata in ambiente spaziale. Conrad raccolse la telecamera del Surveyor 3 e la riportò sulla Terra. Su di essa gli scienziati rilevarono microscopici organismi, ormai disseccati:
(Charles "Pete" Conrad)
La cosa sorprendente fu che, una volta che un microbiologo ebbe effettuato un preparato di questi organismi (bacilli di Streptococcus mitis) essi ripresero ad essere attivi, come se nulla fosse accaduto in quei 33 mesi trascorsi sulla Luna. 
Questa esperienza dimostrò che i batteri possono sopravvivere nel vuoto spaziale.

#### Tardigradi

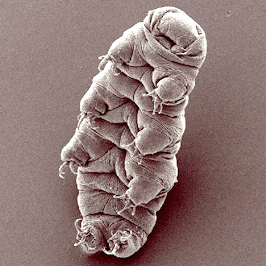
Esemplare di tardigrado al microscopio elettronico.

Un esperimento di sopravvivenza di forme di vita nello spazio è stato effettuato nel corso della missione europea Life, sulla sonda russa Foton-M3, nell'ambito del progetto Tarse dell'ESA. Quattro specie di tardigradi, un gruppo di invertebrati in grado di sopravvivere in condizioni estreme, sono stati lanciati nello spazio il 17 settembre 2007, in orbita terrestre e, collocati nel modulo Biopan 6, esposti per 12 giorni alle radiazioni cosmiche e alle condizioni di vuoto cosmico e quindi recuperati dopo il rientro della capsula il 26 settembre 2007 sulla Terra.
Le successive analisi sugli animali ha rivelato un alto tasso di sopravvivenza degli individui, maggiore in quelli in condizioni deidratate, indicando una elevata capacità di resistenza alle radiazioni ed al vuoto cosmico.

### Forme di vita in ambienti estremi terrestri
La vita è capace di resistere e proliferare in siti in cui le condizioni ambientali possono essere definite "estreme". Anche questo argomento è di interesse per l'esobiologia, in quanto l'analisi degli habitat terrestri può orientare gli studiosi nella selezione degli ambienti extraterrestri da analizzare allo scopo di cercarvi la vita.
Fino a qualche decennio fa, si riteneva che la vita potesse svilupparsi esclusivamente in presenza di una combinazione di fattori molto rigida: l'irraggiamento opportuno da parte di una stella, la presenza di acqua allo stato liquido, la presenza di ossigeno nell'atmosfera e di condizioni di temperatura e di umidità variabili entro livelli prestabiliti. Ma negli ultimi trentacinque anni gli scienziati hanno scoperto una quantità di esseri viventi, detti organismi estremofili, adattati a vivere nelle condizioni più proibitive, come ad esempio:
- in assenza di luce, come gli organismi che vivono nei pressi delle sorgenti idrotermali sul fondo degli oceani[15] o come alcuni batteri che vivono circa 3 km sotto la superficie terrestre metabolizzando l'idrogeno;[16]
- in assenza di acqua allo stato liquido, come gli organismi che vivono nelle profondità della calotta glaciale antartica;[17]
- in ambienti poverissimi, ed in particolari condizioni biochimiche, come gli organismi che vivono sotto la crosta di sale della Death Valley, in California;[18]
- addirittura nell'interno delle rocce, come microorganismi fotosintetici presenti entro arenarie dell'Antartide, che restano congelati per la maggior parte della loro vita e si riattivano solo per poche ore all'anno.[19]

Aver trovato la vita sulla Terra in ambienti inaspettati ha aumentato i limiti dei parametri ambientali entro i quali è considerata possibile la sopravvivenza degli organismi viventi, e di conseguenza ha aperto nuove frontiere di esplorazione spaziale alla ricerca della vita extraterrestre, all'interno dello stesso sistema solare. Negli ultimi anni, mondi particolarmente interessanti da questo punto di vista sono stati ritenuti la luna maggiore di Saturno, Titano, e soprattutto una luna di Giove, Europa.

## L'esobiologia in Italia
In Italia il Centro studi di esobiologia (CSE), un'unità operativa della Società Italiana di Scienze Naturali (SISN), ha come scopo lo studio e la divulgazione dell'esobiologia, intesa come la disciplina scientifica che si occupa della ricerca della vita nello spazio, dall'individuazione dei prerequisiti per la sua nascita, ai possibili ambienti per la sua evoluzione e il suo mantenimento, alla ricerca di eventuali segni di vita intelligente.

È presente anche l'Italian Astrobiology Society, associazione fondata da un team di astronomi, biologi, chimici, genetisti e medici che si occupa di questi studi.

## L'esobiologia nella narrativa fantascientifica
L'esobiologia e la xenobiologia figurano anche in molti scritti di fantascienza come la scienza fittizia della biologia di organismi alieni. Quest'uso del termine dimostra la generazione speculativa di modelli possibili di tale vita, per esempio basate sul silicio. Il filone della fantascienza che ha per protagonisti forme di vita e intelligenze extraterrestri è talvolta chiamato xenofiction.
Alcuni universi narrativi della fantascienza presentano una vasta e dettagliata serie di specie aliene (in genere umanoidi): tra questi anzitutto quelle di Star Trek.
Dal punto di vista narrativo, le specie extraterrestri sono descritte o come umanoidi, o zoomorfe non umanoidi (ad esempio, i marziani di H.G. Wells), specie metamorfiche (esseri capaci di cambiare aspetto); infine, esseri di tipo totalmente differente (corpi celesti, forme di vita non chimica, esseri di pura energia, entità transdimensionali, abitanti di universi paralleli con leggi fisiche differenti, entità memetiche, etc.)
Tra gli esempi più noti di forme di vita di dimensioni planetarie nella narrativa, si possono citare la massa di protoplasma senziente che ricopre il pianeta Alix nel racconto Il pianeta solitario (The Lonely Planet) di Murray Leinster (1949), la nube di gas interstellare ne La nuvola nera (The Black Cloud) di Fred Hoyle (1957) e l'oceano senziente nel romanzo Solaris di Stanisław Lem (1961).

## Superclassificazione
| Mundus      | Biota / Vitae / Eobiontes      | Biota / Vitae / Eobiontes      | Biota / Vitae / Eobiontes      | Biota / Vitae / Eobiontes      | Biota / Vitae / Eobiontes      | Biota / Vitae / Eobiontes      | Biota / Vitae / Eobiontes      | Biota / Vitae / Eobiontes      | Biota / Vitae / Eobiontes      | Biota / Vitae / Eobiontes      | Biota / Vitae / Eobiontes      | Biota / Vitae / Eobiontes | Abiotic / Mineralia |
| Arborea     | Terroa / Terrabiota / Geobiota | Terroa / Terrabiota / Geobiota | Terroa / Terrabiota / Geobiota | Terroa / Terrabiota / Geobiota | Terroa / Terrabiota / Geobiota | Terroa / Terrabiota / Geobiota | Terroa / Terrabiota / Geobiota | Terroa / Terrabiota / Geobiota | Terroa / Terrabiota / Geobiota | Terroa / Terrabiota / Geobiota | Terroa / Terrabiota / Geobiota | (Eso-Terroan / Exobiota?) |                     |
| Superimpero | Ribosa                         | Ribosa                         | Ribosa                         | Ribosa                         | Ribosa                         | Ribosa                         | Ribosa                         | Ribosa                         | Ribosa                         | Aribosa                        | Aribosa                        |                           |                     |
| Impero      | Cytota                         | Cytota                         | Cytota                         | Cytota                         | Acytota / Aphanobionta         | Acytota / Aphanobionta         | Acytota / Aphanobionta         | Acytota / Aphanobionta         | Acytota / Aphanobionta         | Xenobiota                      | Prioni                         |                           |                     |
| Dominio     | Eukaryota                      | Eukaryota                      | Prokaryota                     | Prokaryota                     | Virii                          | Virii                          | Virii                          | Phagia                         | Phagia                         |                                |                                |                           |                     |
| ----------- | ------------------------------ | ------------------------------ | ------------------------------ | ------------------------------ | ------------------------------ | ------------------------------ | ------------------------------ | ------------------------------ | ------------------------------ | ------------------------------ | ------------------------------ | ------------------------- | ------------------- |

Legenda:
- Mineralia / Abiotic[20] - fattori non viventi[21] (materia ambientale dell'ecosistema[22])
- Biota / Vitae / Eobiontes[23][24] - fattori viventi (sistemi in uno stato energetico di disequilibrio stazionario in grado di dirigere una serie di reazioni chimiche[25])
  - (Arborea: Exobiota)[26] - eventuale vita extraterrestre[27];
  - Arborea: Terroa / Terrabiota / Geobiota[28] - vita terrestre[29];
    - Aribosa[30] -Organismi biologici non contenenti RNA o DNA, o molecole proteiche capaci di riproduzione[31];
      - Xenoribosa / Xenobiota
      - Prioni;

    - Ribosa[32][33] - viventi basati su RNA o DNA;
      - Acytota / Aphanobionta[34][35] - vita non cellulare[36][37];
        - Virus;
        - Phage

      - Cytota[38] - vita cellulare;
        - Eukaryota;
        - Prokaryota.